# هال أندرسون
هال أندرسون (بالإنجليزية: Hal Anderson)‏ هو لاعب كرة قاعدة أمريكي، ولد في 10 فبراير 1904 في سانت لويس في الولايات المتحدة، وتوفي بنفس المكان في 1 مايو 1974.

## وصلات خارجية
- هال أندرسون على موقعبيزبول رفرنس.كوم (الدوري الرئيسي) (الإنجليزية)